# Winden–Karlsruhe-vasútvonal
Az Winden–Karlsruhe-vasútvonal egy normál nyomtávolságú, 15 kV 16,7 Hz-cel villamosított kétvágányú vasútvonal Németországban Winden és Karlsruhe között.  A vonal hossza 26,5 km, engedélyezett sebesség 160 km/h (billenő-technikával).
A Winden-Karlsruhe vasútvonal Baden-Württemberg és Rajna-vidék–Pfalz vasúti fővonala, amely jelenlegi formájában 1938 óta létezik. A mai Winden-Wörth szakaszt 1864-ben nyitották meg. Egy évvel később következett a következő szakasz, amely a Rajna és az 1862 óta működő Maxau-vasútvonal közé épült. Ez utóbbit a karlsruhei főpályaudvar áthelyezése során a városon belül áthelyezték. Az útvonal új szakaszait Wörth és Mühlburg között is létrehozták, elsősorban a Rajna feletti állandó híd üzembe helyezésével kapcsolatban.
Ez utóbbi intézkedés jelentősen megnövelte jelentőségét. Ma az útvonalat a Pfalz Maximiliansbahn Neustadt-Winden szakaszával együtt a 676-os útvonalként tartják számon. A Karlsruhe Stadtbahn több vonala Wörth és Karlsruhe között is itt halad keresztül.